# Oh My Venus
Oh My Venus (hangeul : 오 마이 비너스 ; RR : O Mai Bineoseu) est une série télévisée sud-coréenne diffusée du 16 novembre 2015 au 5 janvier 2016 sur KBS2, avec So Ji-sub et Shin Min-a dans les rôles principaux,,.

## Synopsis
Kim Young-ho, alias John Kim, est un entraîneur personnel des stars hollywoodiennes. Malgré la richesse de sa famille, Young-ho a souffert d'une maladie dévastatrice dans son enfance. Mais il pense que vivre une vie saine et faire de l'exercice est le seul moyen de survivre. Il utilise ça pour fuir ses problèmes familiaux : la peur de son père et sa pitié pour sa grand-mère. Un scandale hollywoodien avec une actrice le fait fuir en Corée.
Kang Joo-eun était autrefois une ulzzang à l'adolescence, semi-célèbre pour son joli visage et sa silhouette enviable. Aujourd'hui avocate de 33 ans, elle a pris beaucoup de poids. Elle s'évanouit sur un vol des États-Unis vers la Corée et John Kim est le seul personnel médical du vol qui la prend en charge. Il veille sur elle, même après leur arrivée à la maison. Après avoir été larguée par son petit ami, Im Woo-shik, elle constate qu'elle a le laissez-passer de presse de John Kim et lui fait du chantage pour le convaincre de l'aider à perdre du poids.
Elle découvre que Young-ho a un faible pour le rôle de chevalier en armure étincelante. Elle emménage avec lui, Ji-woong et Joon-sung (le serpent coréen), après un incident de harcèlement criminel, car son frère ayant besoin d'argent pour se marier, ce qui l'a fatalement amenée à vendre son appartement. En travaillant sur sa transformation physique, les deux découvrent qu'ils ressentent plus l'un pour l'autre que ce qu'ils admettront. En se rapprochant, ils guérissent les blessures émotionnelles de chacun et tombent amoureux.

## Distribution
- So Ji-sub : Kim Young-ho/John Kim
- Shin Min-a : Kang Joo-eun
- Jung Gyu-woon : Im Woo-shik
- Yoo In-young : Oh Soo-jin
- Sung Hoon : Jang Joon-sung
- Henry Lau : Kim Ji-woong
- Jung Hye-sung : Jang Yi-jin
- Jin Kyung : Choi Hye-ran
- Jo Eun-ji : Lee Hyun-woo
- Choi Jin-ho : Min Byung-wook

## Bande-originale
1. Beautiful Lady – Jonghyun
2. Darling U – Kim Tae-woo feat. Ben
3. That Person (Duet Ver.) (그런 사람 (Duet Ver.)) – Lyn feat. Shin Yong-jae
4. It's Me – MIII
5. I'll Be There (내가 있을게) – Tei
6. Oh My Venus (오 마이 비너스) – Snuper
7. Love Moves On (사랑은 그렇게) – Kei (Lovelyz)
8. That Person (Woman Ver.) (그런 사람 (Woman Ver.)) – Lyn
9. That Person (Man Ver.) (그런 사람 (Man Ver.)) – Shin Yong-jae

## Diffusion
- KBS2 (2015-2016)
- KBS World (2015-2016)
- TVB (2016)
- Star Chinese Channel (2016) / Fox Taiwan (2017)
- 8TV (2016)
- Omni Television (2016)
- GMA Network (2016)
- Channel 7 (2016)
- MediaCorp Channel U (2018)
- Willax (2018)